# Bradina costalis
Bradina costalis là một loài bướm đêm trong họ Crambidae.